# كوروت-13b
COROT-13b هو مشتري حار خارج المجموعة الشمسية يدور حول النجم COROT-13 في إتجاة كوكبة وحيد القرن على بعد 4257.5 سنة ضوئية من الأرض . أكتشف في 12 يوليو 2010 بوااسطة المرصد الفضائي كوروت .